# ISO 3166-2:CS
ISO 3166-2 données obsolètes pour la Serbie-et-Monténégro, devenue ensuite Serbie et Monténégro.
- Source de la liste : BET 1997
- Source des codes : Savezni Zavod za Standardizaciju (SZS), 1998-10-08, et secrétariat ISO/TC 46/WG 2 ; ISO 3166/MA
- Système de romanisation : cyrillique serbe
- Remarque : deux systèmes alphabétiques : cyrillique et norme latine BGN/PCGN

## Mises à jour
- ISO 3166-2:2003-09-05 Bulletin n°I-5 (création)
- ISO 3166-2:2007-04-17 Bulletin n°I-8 (suppression)

## Républiques (2)en:republic,sr-Latn:republika
| Code ISO 3166-2 | République      | République                  |
| Code ISO 3166-2 | Nom serbe latin | Nom français (non officiel) |
| --------------- | --------------- | --------------------------- |
| CS-CG           | Crna Gora       | Monténégro                  |
| CS-SR           | Srbija          | Serbie                      |

## Provinces autonomes (2)en:autonomous province,sr-Latn:autonomna pokrajina
| Code ISO 3166-2 | Province autonome | Province autonome           | République |
| Code ISO 3166-2 | Nom serbe latin   | Nom français (non officiel) | République |
| --------------- | ----------------- | --------------------------- | ---------- |
| CS-KM           | Kosovo-Metohija   | Kosovo-et-Métochie          | CS-SR      |
| CS-VO           | Vojvodina         | Voïvodine                   | CS-SR      |